# IGI Global

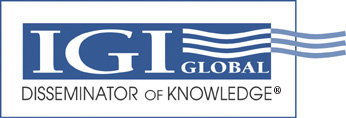
IGI-Global-logo

IGI Global (vormals Idea Group Publishing) ist ein internationaler akademischer Verlag, der sich auf Forschungspublikationen spezialisiert hat, die die Bereiche IT-Management und IT-Technologien abdeckt. Er wurde im Jahr 1988 gegründet.
Das Unternehmen hat seinen Sitz in Hershey, Pennsylvania, USA. IGI Global veröffentlicht mehr als 180 wissenschaftliche Zeitschriften. IGI-Global-Bücher werden in der ACM Digital Library, der DBLP Computer Science Bibliography, dem Education Resources Information Centre (ERIC) und dem Thomson Reuters Book Citation Index indiziert.
Die IGI-Global-Zeitschriften werden von Cabell, Compendex, Inspec, PsycINFO, Scopus und Thomson Reuters aufgeführt.